# Едґар Ваалґамаа
Едґар Ваалґамаа (Валґама) (лів. Edgar Vaalgamaa, латис. Edgars Vālgamā (Volganskis); *14 вересня 1912, село Кошрага — †20 грудня 2003, Фінляндія) — перекладач і лівський письменник. Священнослужитель. Перевів на фінську мову епос Андрія Пумпура «Лачплесис», виданий в 1988 в Гельсінкі, також перекладав Біблію.

## Біографія
Народився в лівській рибальській сім'ї в селі Кошрагс. Закінчив Вентспілську гімназію. Потім навчався Гельсінкі. Після навчання залишився жити в Фінляндії. Служив лютеранським пастором. Помер в 2003.